# Capela Chigi

A Capela Chigi é a segunda capela do corredor esquerdo, na Basílica de Santa Maria del Popolo, em Roma. Célebre por suas ricas obras de arte, foi começada em 1513, por Rafael e terminada por Gian Lorenzo Bernini entre os anos de 1652 e 1656.

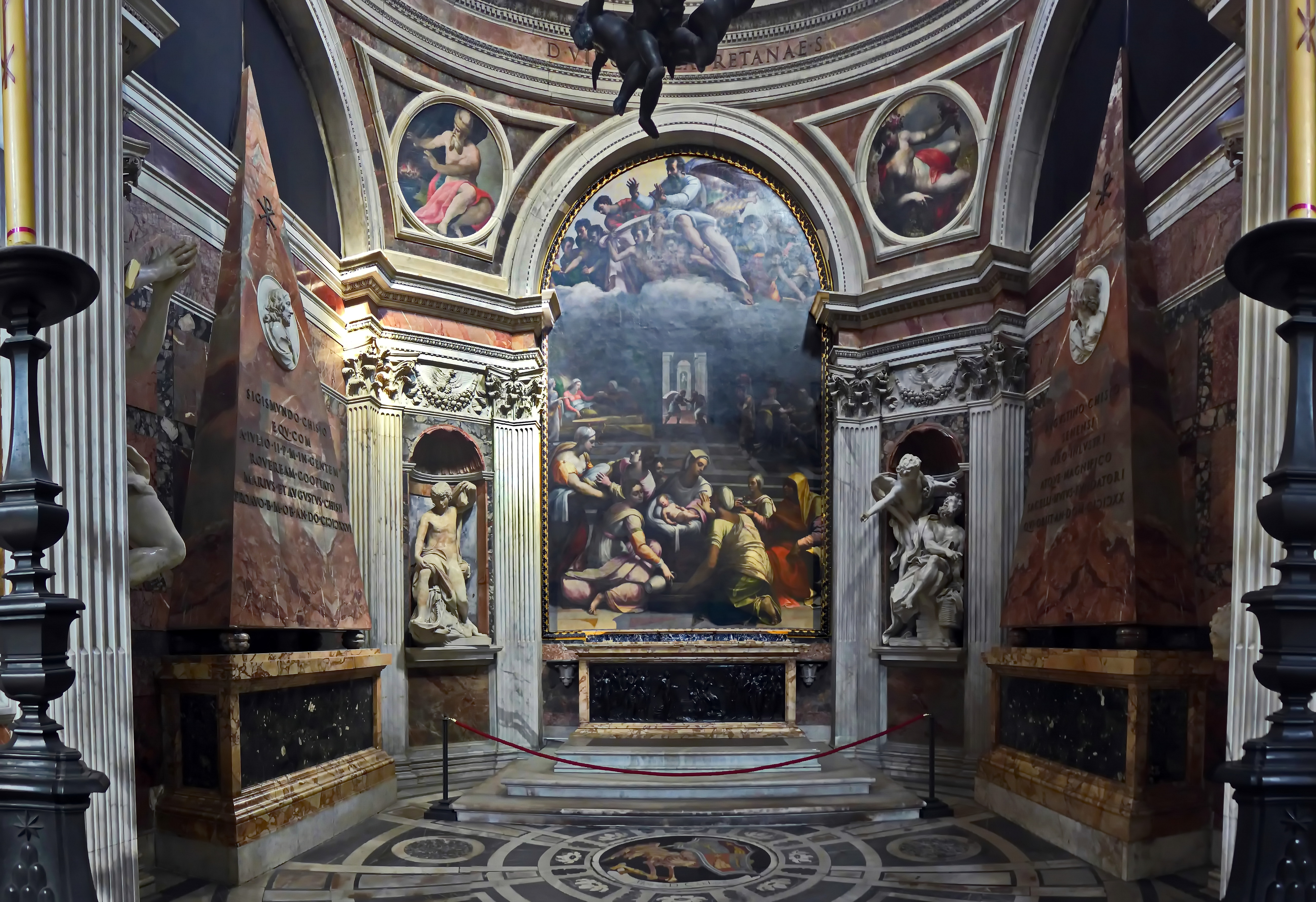
Capela Chigi, Santa Maria del Popolo, Roma

## História
Em 1507, o papa Júlio II concedeu o direito de sepultamento dentro uma igreja a Agostino Chigi, influente banqueiro papal de Siena. Agostino então, encomendou a Rafael uma nova capela para sua família depois de o artista ter trabalhado para ele na Villa Farnesina. Rafael projetou a parte central, apoiada em quatro pilares com domo dourado, e os mosaicos da cúpula, mostrando Deus criando o firmamento, rodeado dos símbolos do sol e dos sete planetas em sua posição no momento do nascimento de Cristo. 
Os trabalhos começaram em 1513. A capela foi dedicada à Nossa Senhora de Loreto e seu principal tema iconográfico foi a Ressurreição. Em temas visuais que ele representava uma união entre o cristianismo e antiguidade.
A cúpula ficou inacabada com a morte de Rafael e dos principais membros da família Chigi e as obras foram retomadas apenas em 1550 por Lorenzetto, porém só foram concluídas por Gian Lorenzo Bernini, entre 1652 e 1656, um século após a morte de Rafael. O patrono de Bernini era o então Cardeal Fabio Chigi que, posteriormente, se tornou o Papa Alexandre VII em 1655.

## Descrição e estilo

### Arquitetura

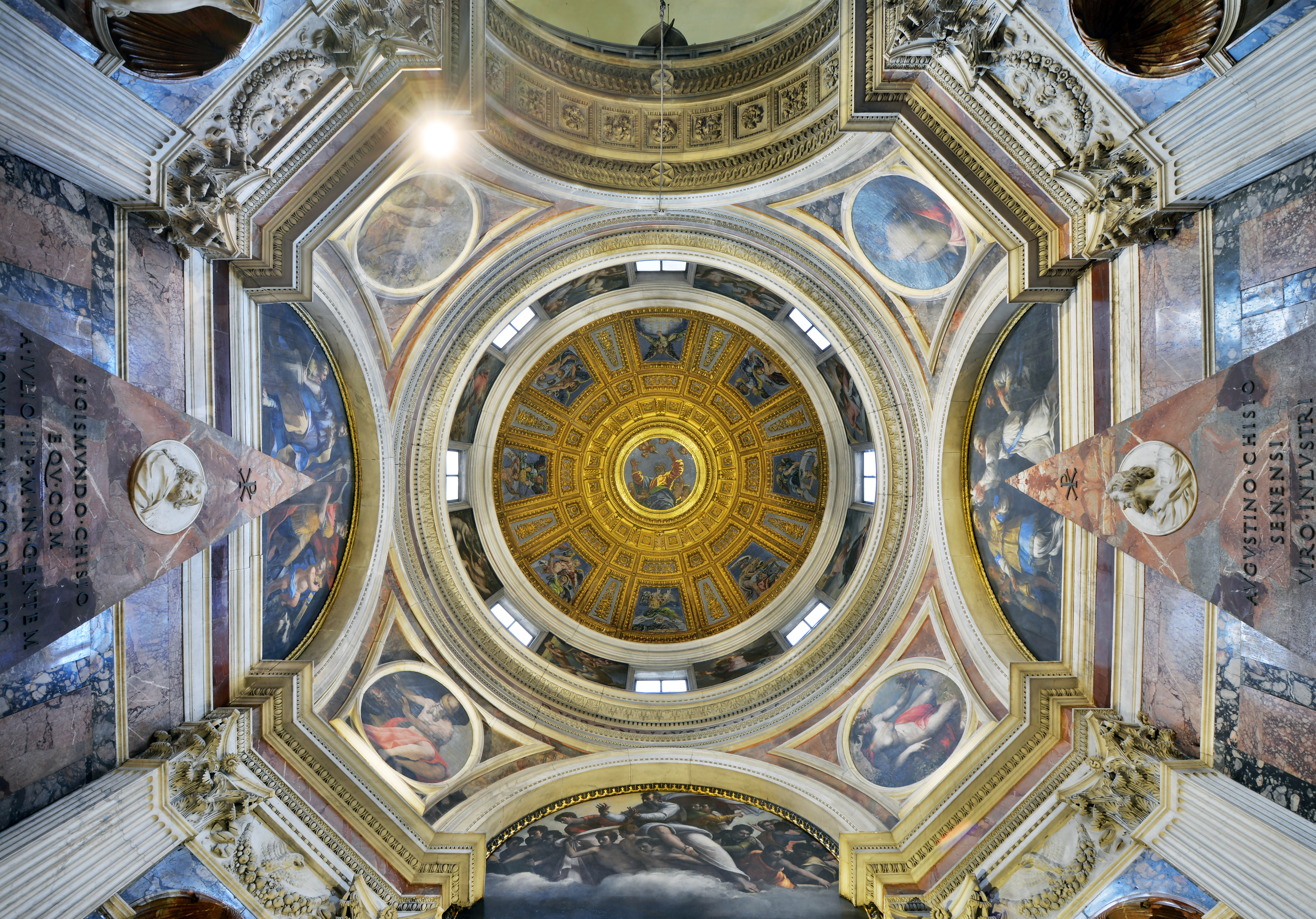
Domo com mosaicos de Rafael.

Rafael criou um pequeno complexo com um plano central, inspirado no trabalho de Bramante para a então nova Basílica de São Pedro, descoberto do lado de fora e cheio de esculturas e pinturas no interior. É um cubo encimado por uma cúpula hemisférica, descansando em um  tambor alto o suficiente a partir do qual a luz penetra através das aberturas. Além da basílica, outra inspiração foi o Panteão, com seu domo, revestimento de mármore e pilares coríntios.
Os pendículos trapezoidais eram uma característica de Bramante, mas toda a concepção do espaço, que requer que o observador tenha diversos pontos de vista para capturar todo o esplendor da arquitetura é único. A capela é acessada através de um arco aberto ao corredor lateral da Basílica de Santa Maria del Popolo; o interior é um espaço simples, pontuado por três arcos cegos que se complementam com essa entrada, o padrão de quadrados e enfeitados com nichos para esculturas de casas e pinturas, bem como as sepulturas de Agostino Chigi e outros membros da família, caracterizado por a forma de pirâmide, talvez derivado de arquitetura clássica funerária.

### Cúpula
O friso é embelezado com guirlandas e águias ascendentes. O uso sutil de mármores coloridos enfatiza os elementos individuais da arquitetura clássica. O uso deste tipo de mármore foi sem precedentes naquele tempo, mas tornou-se na moda na era da Contra-Reforma. A cúpula interior é decorada por nichos dourados e mosaicos, executados segundo os projetos de Rafael pelo veneziano Luigi de Pace, em 1516. Os rascunhos originais foram perdidos, mas alguns desenhos preparatórios, guardados em Lille e em Oxford, confirmam a originalidade do trabalho, otimizados para visualização a partir de baixo pelo observador. No centro da cúpula está representada a criação do mundo, por Rafael. Deus, em um gesto impetuoso, semelhante aos trabalhos de Michelangelo, parece dar movimento a todo o universo abaixo. Os outros oito mosaicos mostram o Sol, o céu e os seis planetas conhecidos na época como divindades pagãs, cada uma movida por um anjo. As figuras também são acompanhadas pelos signos do zodíaco. O trabalho de neoplatonismo é um raro exemplo de mosaico da Alta Renascença. 

### Altar

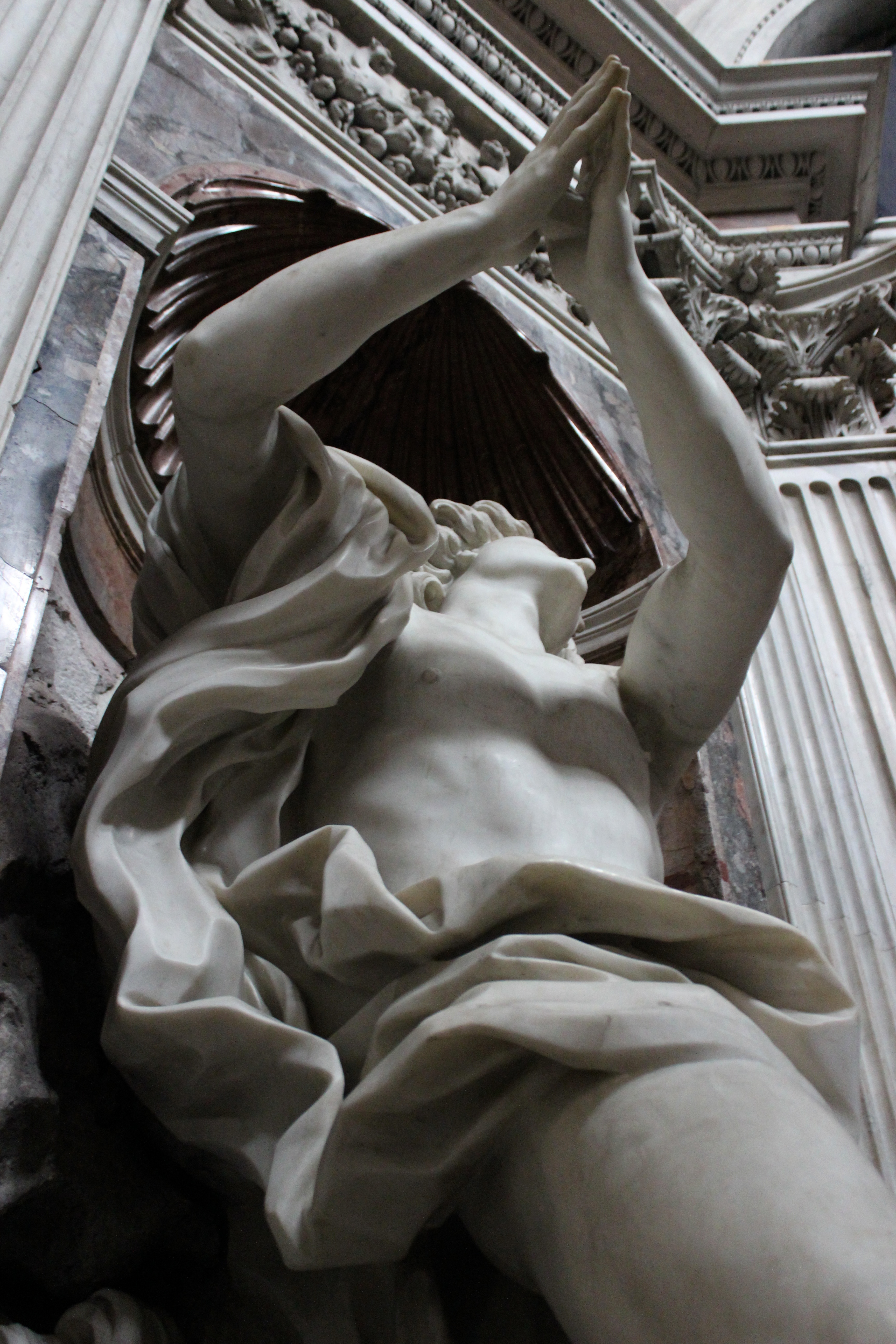
Detalhe da estátua de Daniel, de Bernini

O alta principal foi originalmente projetado para conter a Virgem Maria, mas Rafael morreu antes da obra começar. Sebastiano del Piombo começou a obra, usando óleo sobre pedra. O mural foi deixado incompleto por Sebastiano em 1534 e foi terminado por Francesco Salviati, em 1555. A parte de cima da figura de Deus e os anjos são em grande parte trabalho de Salviati.

### Obras de arte
A capela tem várias estátuas, relicários de bronze, pinturas e revestimentos de mármore. Cristo e a Samaritana é de Lorenzetto. A estátua de Jonas e a Baleia, profeta que prefigurou a Ressurreição, foi feita em 1520, por Lorenzetto, com desenhos de Rafael. A estátua de Elias, cujas palavras foram consideradas profecias da vinda de Cristo, também são de Lorenzetto, mas foi terminada por Raffaello da Montelupo, em 1522. 
Os afrescos de Salviatti mostram Cenas da Criação e do Pecado Original, de 1550, que também criou os painéis das Estações. As outras pinturas são de Raffaello Vanni, em 1653. São de autoria de Rafael os túmulos de Agostino e de seu irmão Sigismondo, nas paredes, as esculturas de mármore nos nichos, e o altar, mas a execução se deve a outros artistas. No piso, a inscrição Mors ad caelos (iter) significa que a morte é o caminho para o céu. 
Bernini completou a capela, introduzindo as estátuas dos profetas Daniel e o Leão e Habacuque e o Anjo nos nichos laterais. 

### Piso

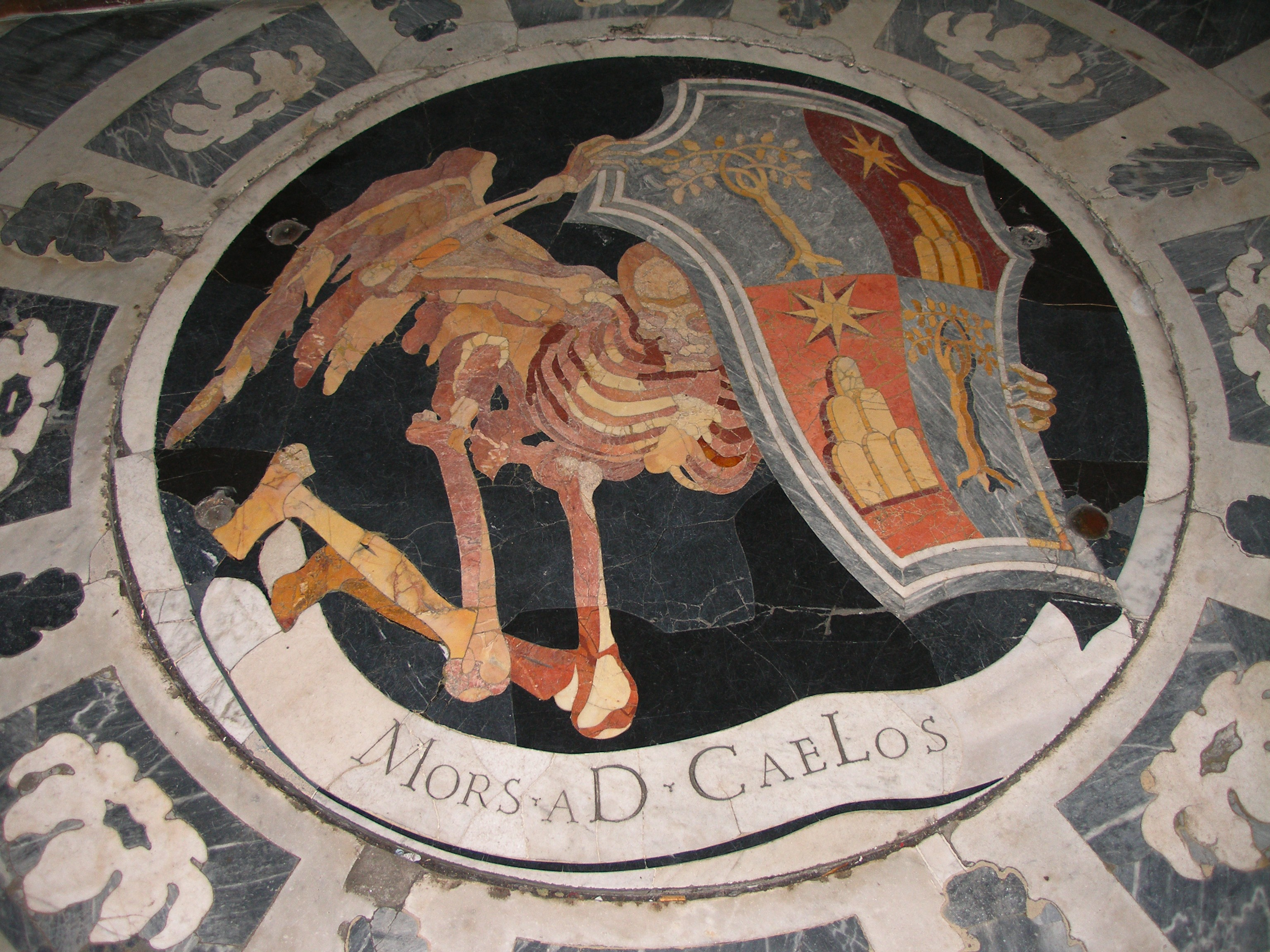
Morte alada

O mosaico do piso está em cima do túmulo de Fabio Chigi, com os dizeres Mors para caelos, também chamada de Morte Alada, design de marchetaria por Bernini. As letras maiúsculas na citação também indicam a data de construção em algarismos romanos: MDCL = 1650.

## Na cultura popular
O livro de Dan Brown, publicado em 2000, Anjos e Demônios fala de uma conspiração Illuminati que precisa ser descoberta se forem decifrados diversos sinais ocultos na cidade de Roma. Um desses sinais, que contém um segredo Illuminati se encontra na Capela Chigi, onde está a estátua de Habacuque e o Anjo. A estátua então leva a outras pistas na cidade.

## Galeria

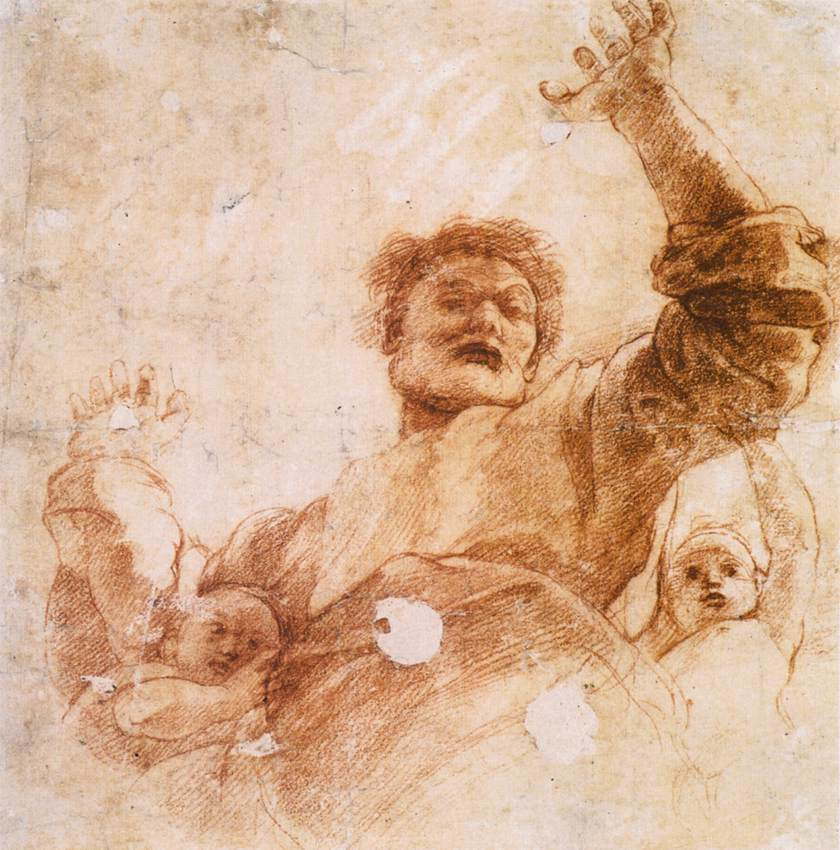
Estudo de Rafael para a cúpula da capela. Museu Ashmolean
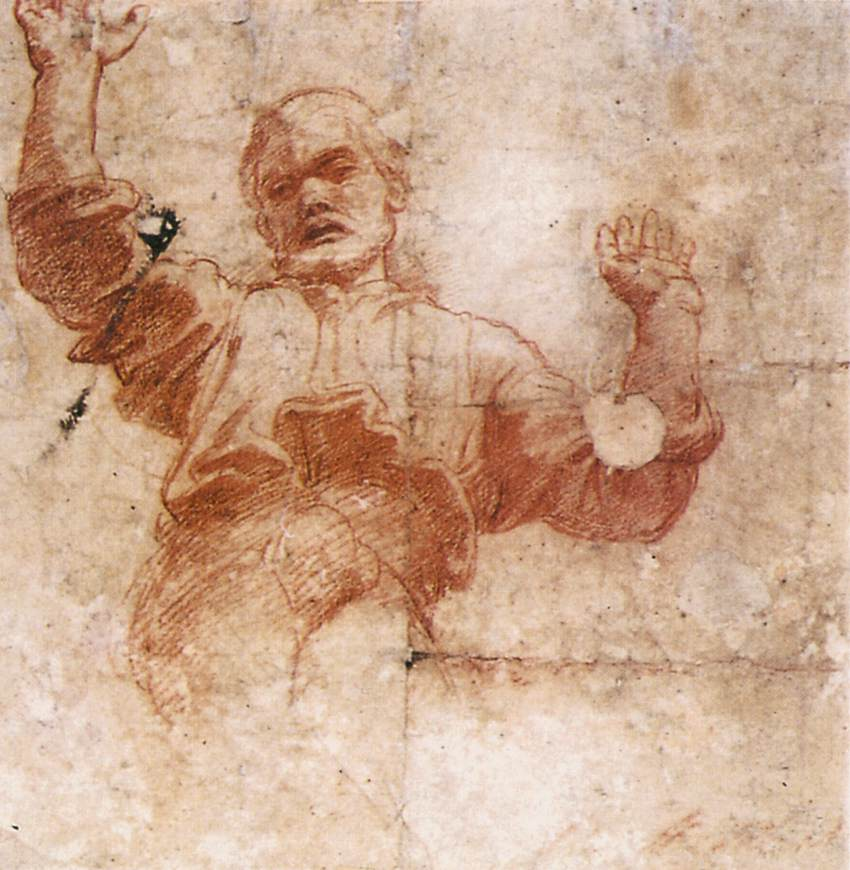
Estudo de Rafael para a cúpula da capela. Museu Ashmolean
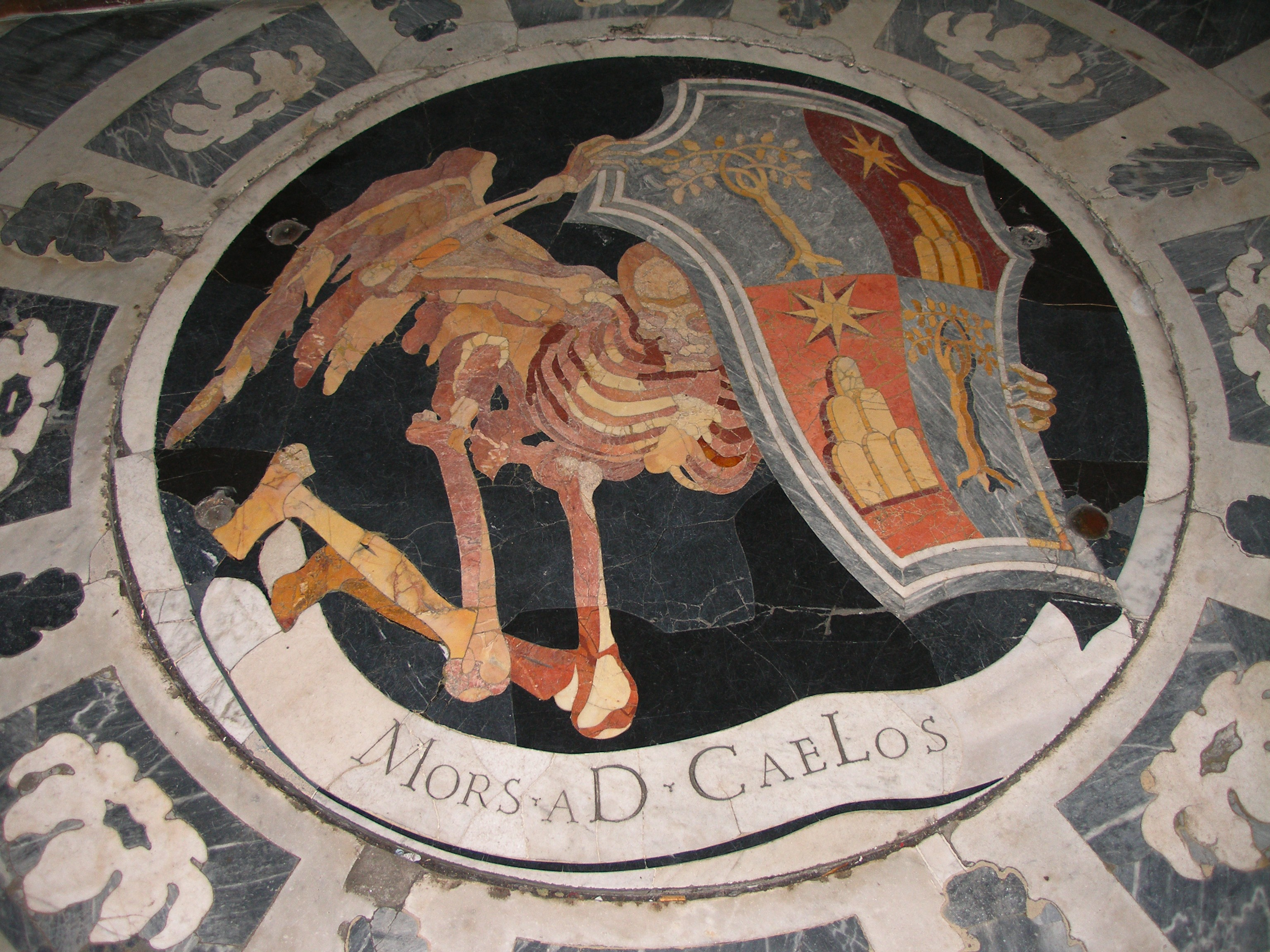
Mors ad caelos no piso
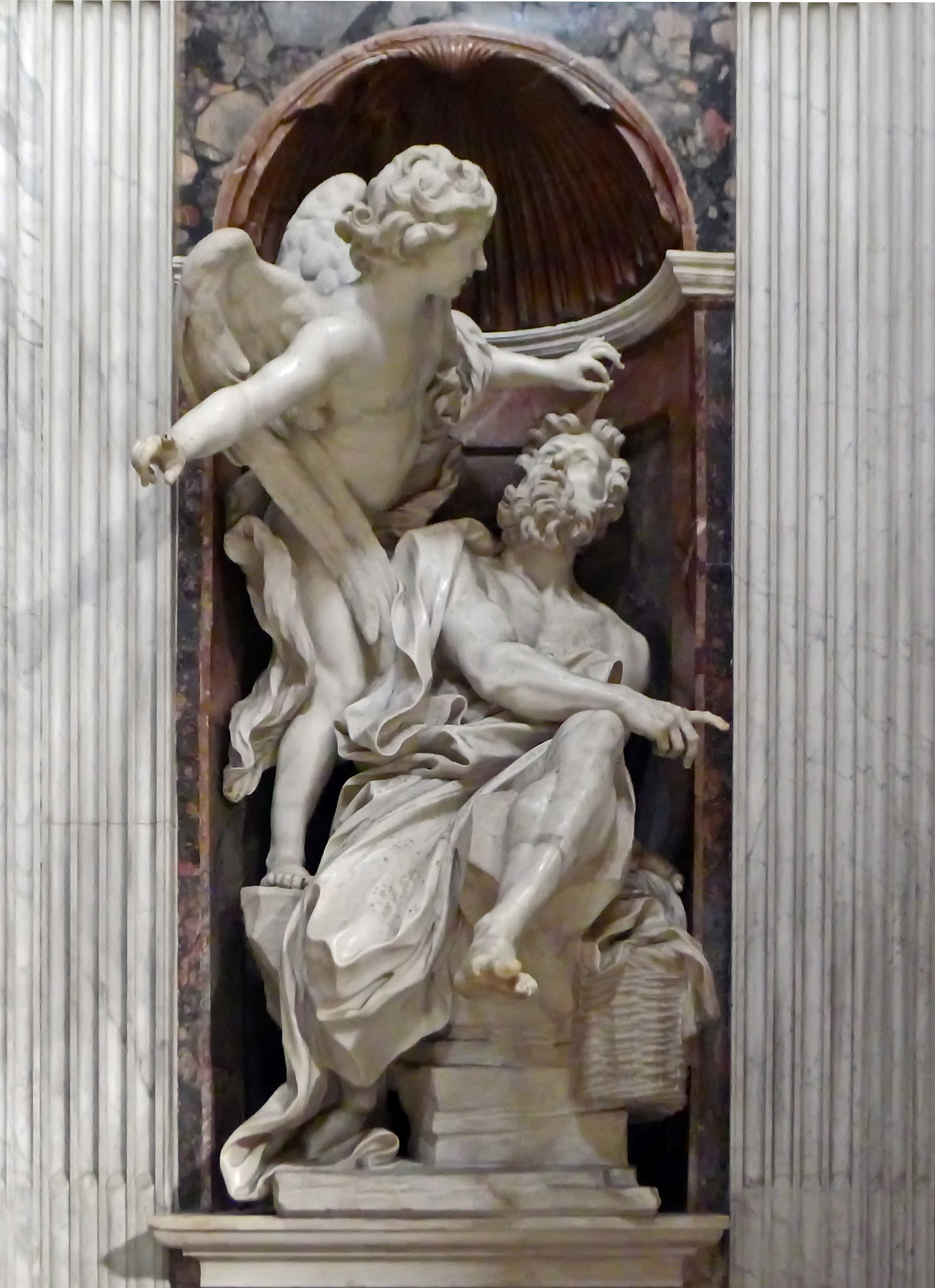
Estátua de Habacuque, de Bernini
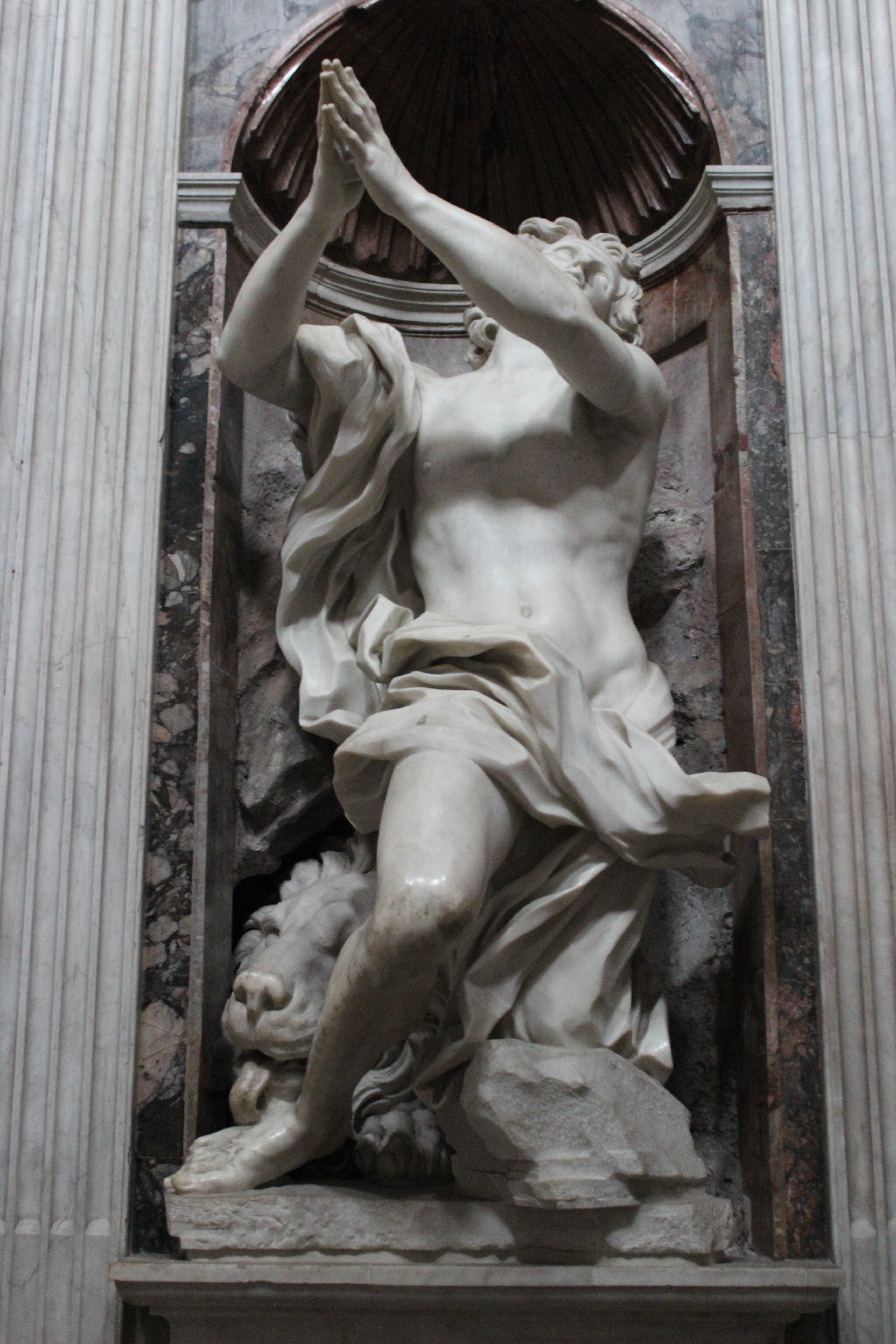
Estátua de Daniel, de Bernini
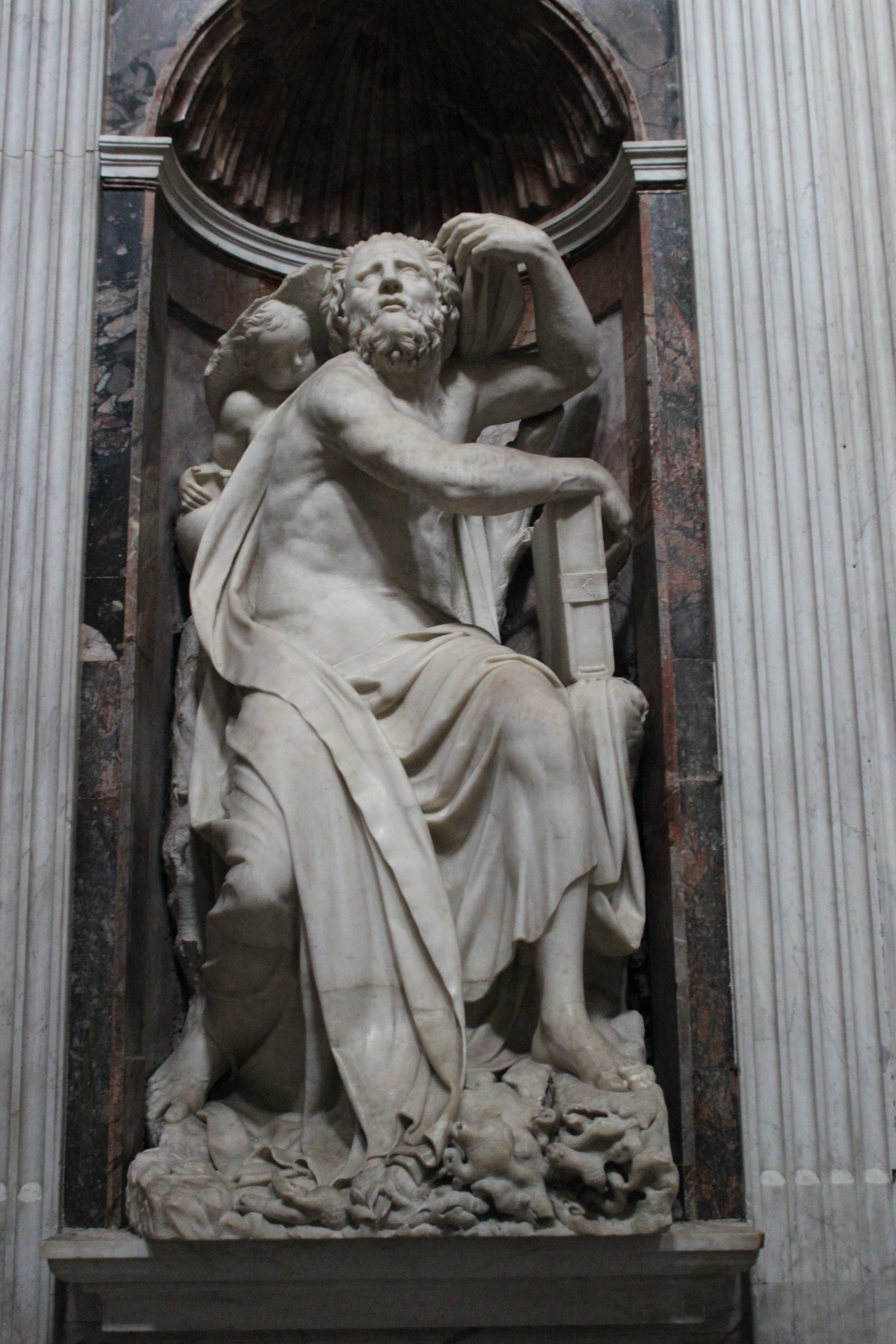
Estátua de Elias, de Lorenzetto
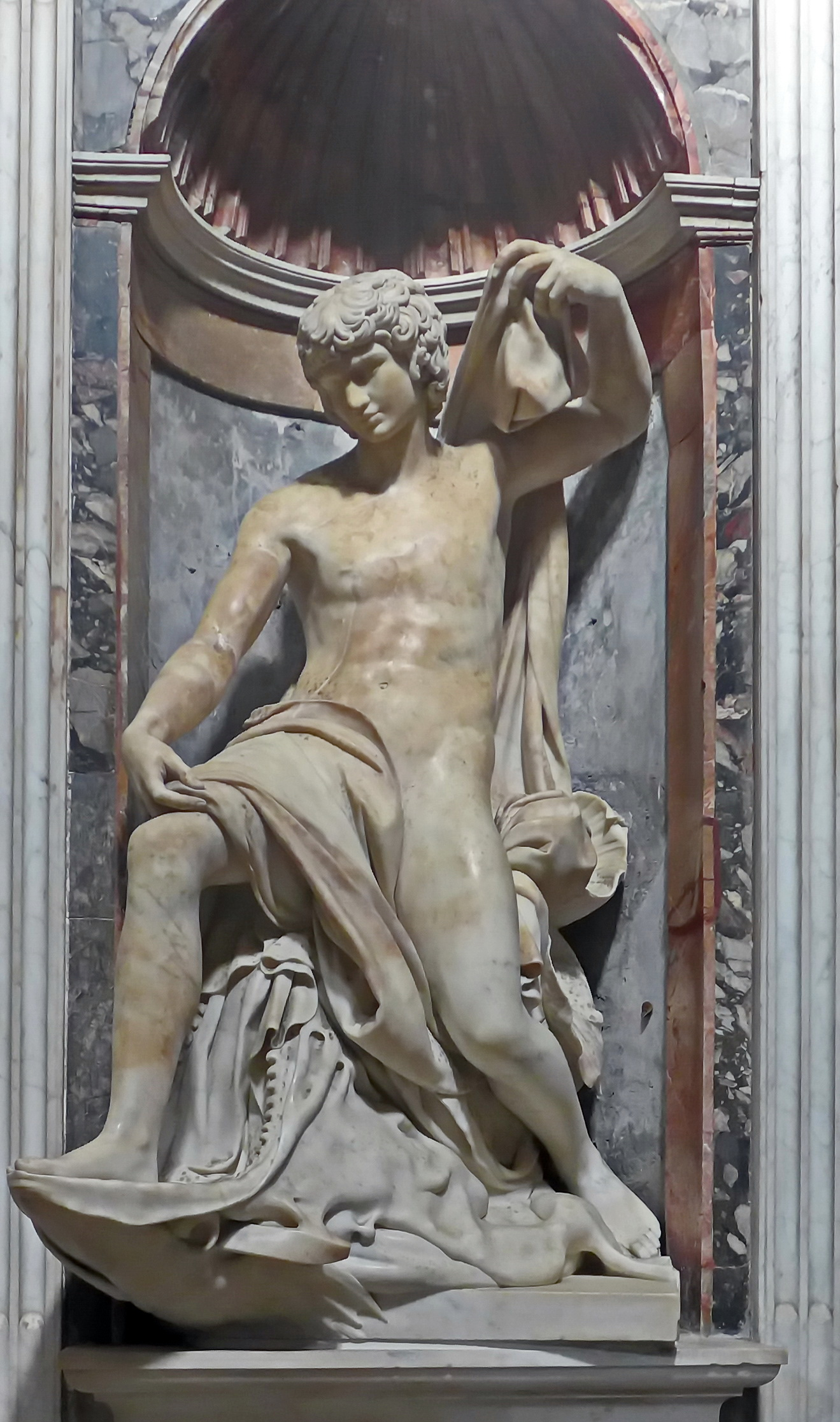
Estátua de Jonas, de Lorenzetto
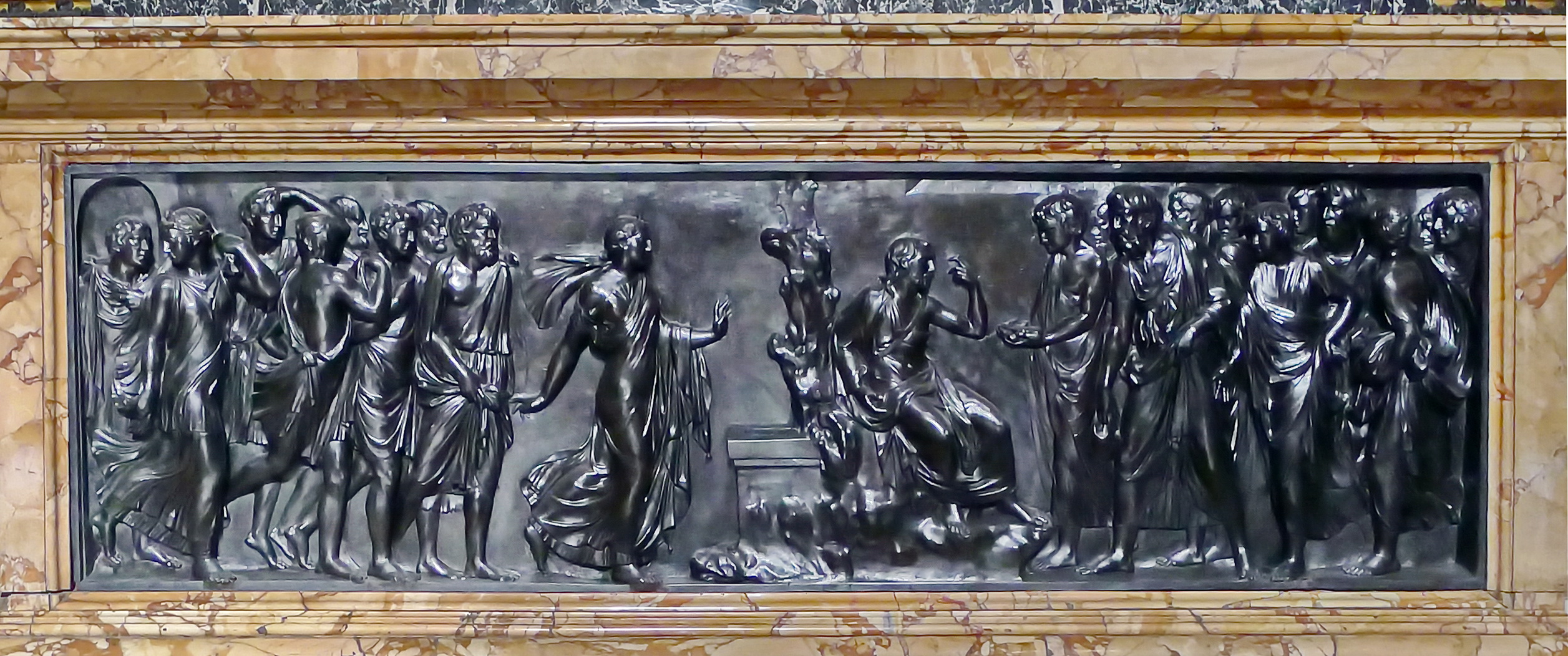
Cristo e a Samaritana, painel de Lorenzetto
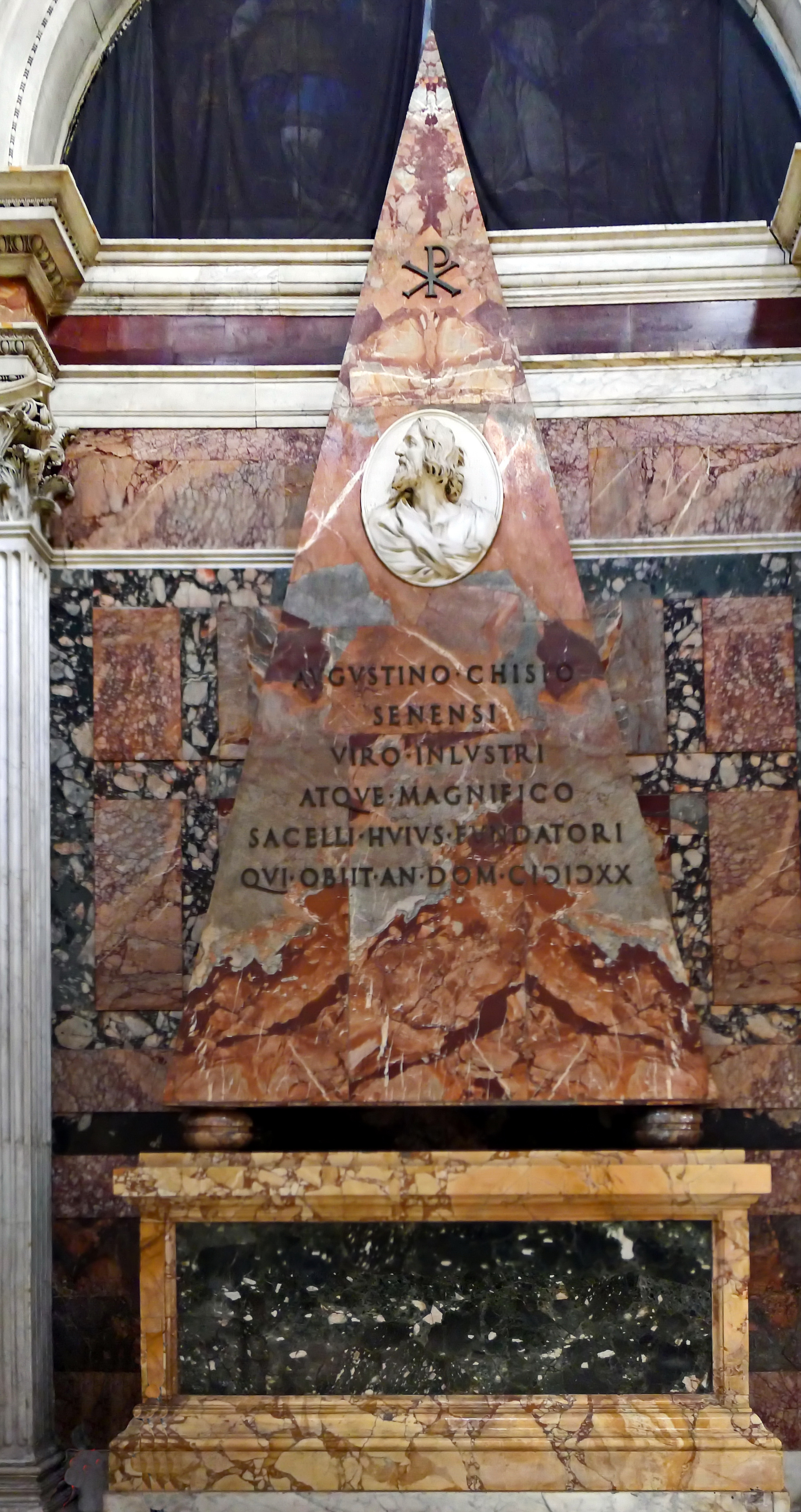
Tumba de Agostino Chigi
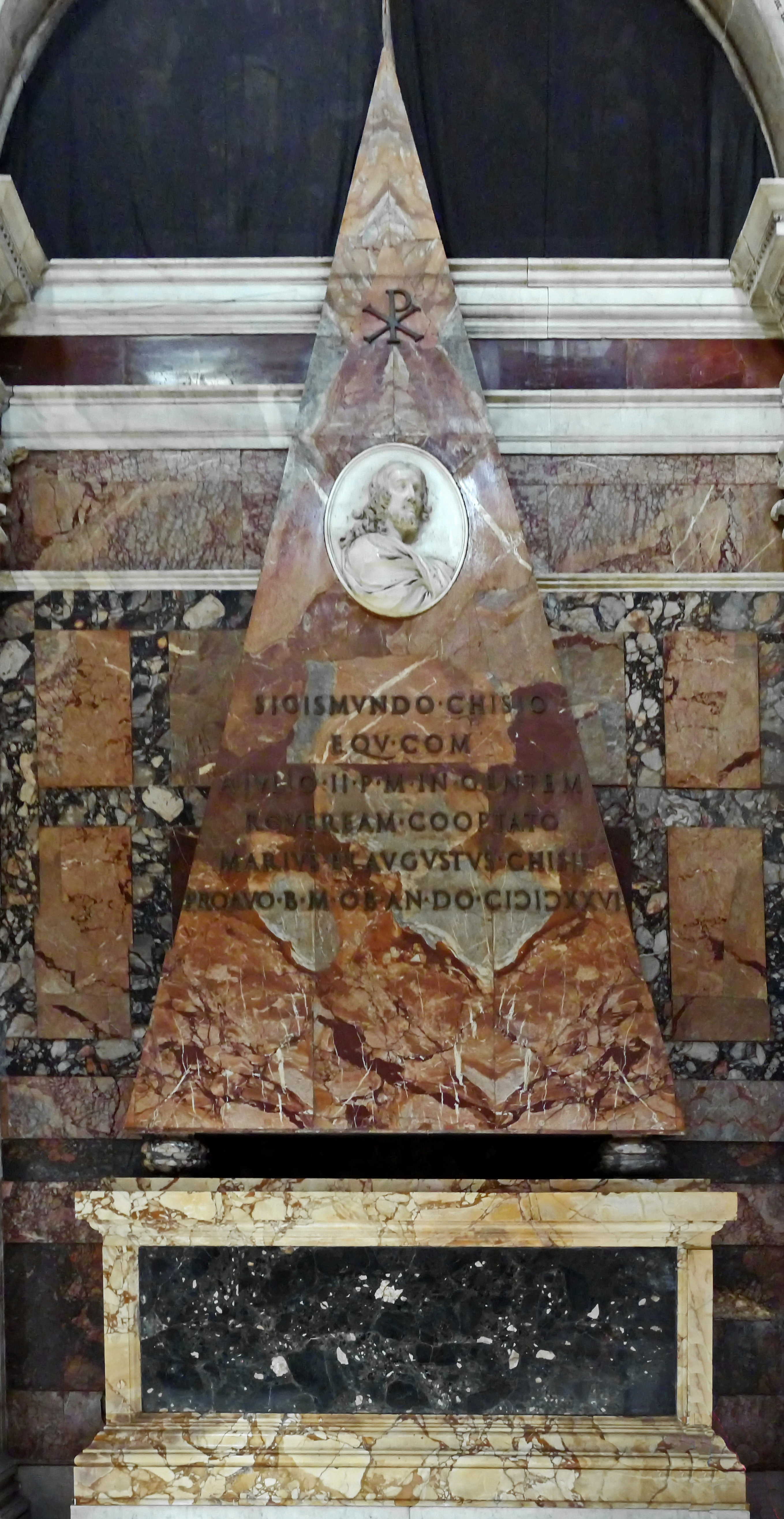
Tumba de Sigismondo Chigi
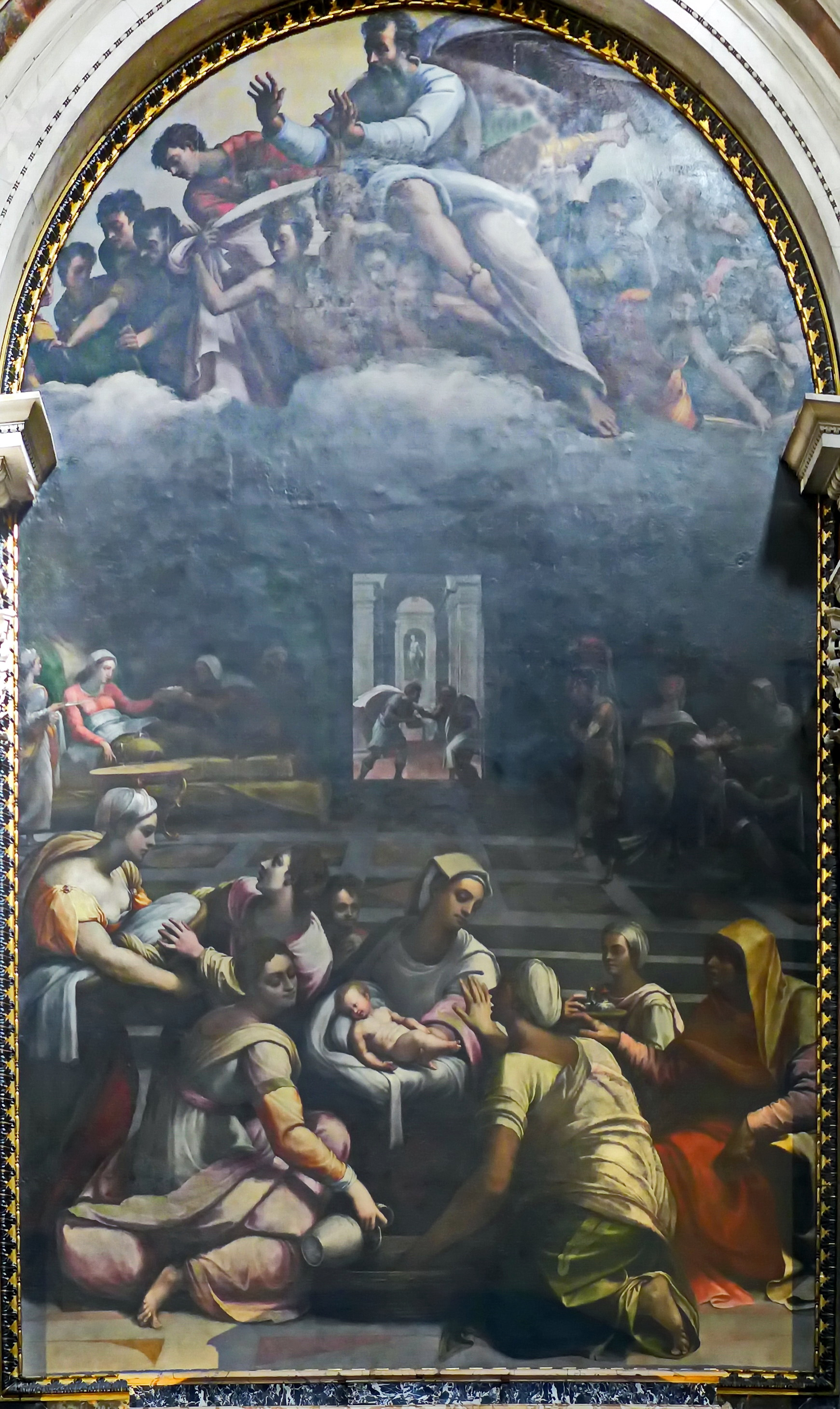
Nascimento da Virgem, de Sebastiano del Piombo